# Béla Lajta
Niektóre z zamieszczonych tu informacji wymagają weryfikacji.
 Po wyeliminowaniu niedoskonałości należy usunąć szablon {{Dopracować}} z tego artykułu.
Béla Lajta (ur. 23 stycznia 1873 w Budapeszcie, zm. 12 października 1920 w Wiedniu) – węgierski architekt.
Z początku tworzył architekturę modernistyczną, później konstruktywistyczną. Jego główne dzieła to szkoła handlowa przy ul. Vas (1910–1912) i dom Rózsavölgyi przy pl. Szervita 5 (1912–1914) w Budapeszcie.

## Galeria

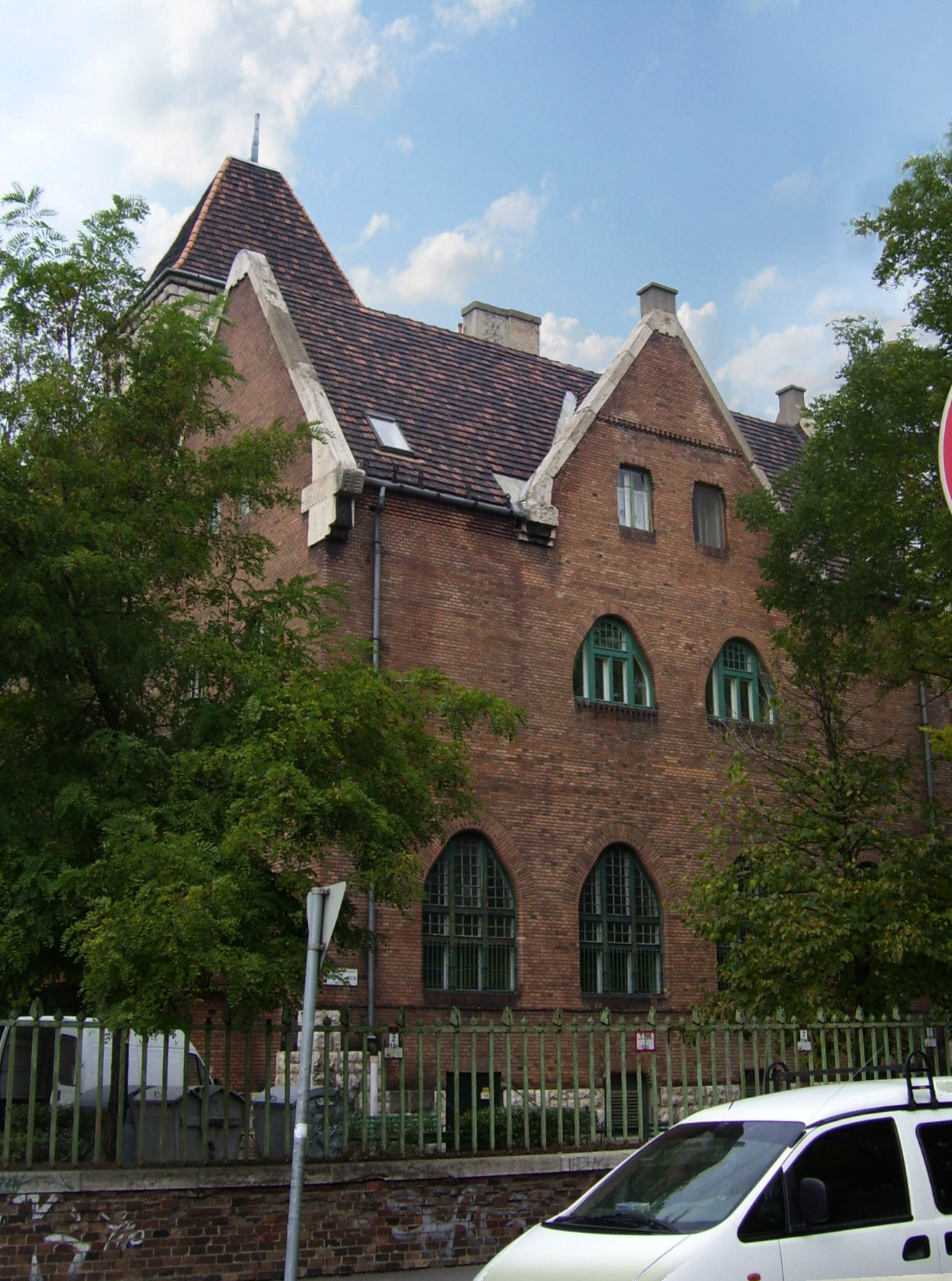
Instytut Niewidomych 1905–1908 Budapeszt XIV. ul. Mexikói 60
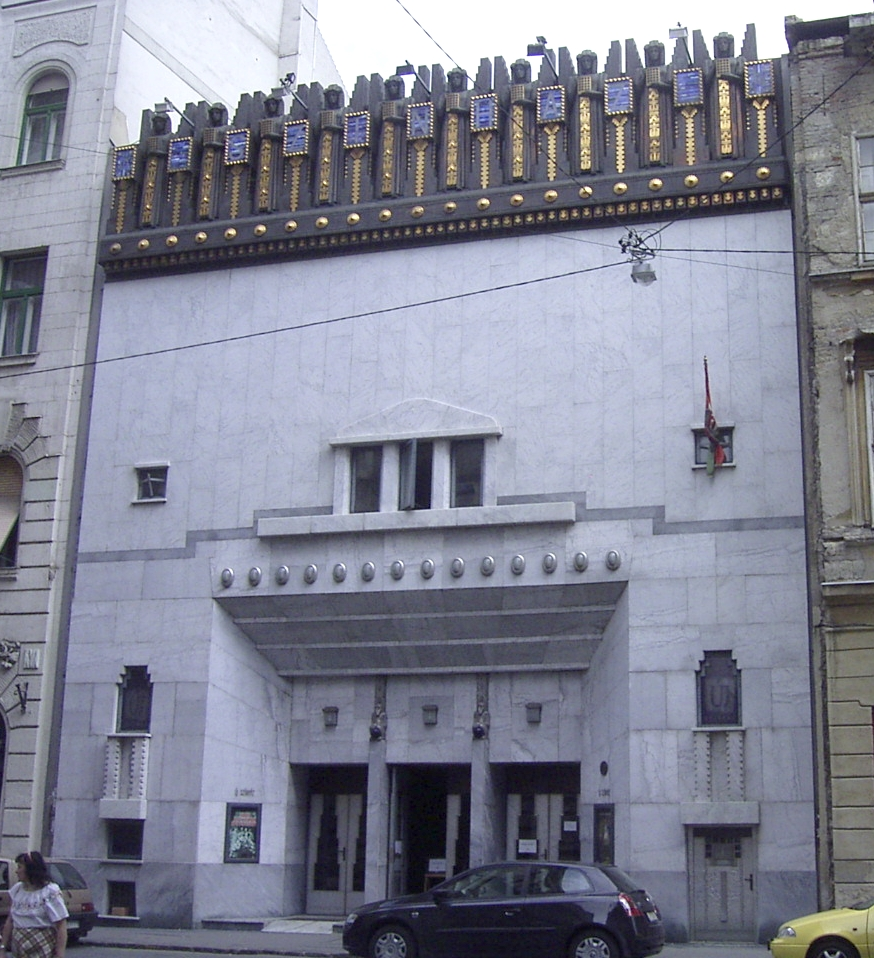
Újszínház (Teatr Nowy) 1908–1909 Budapeszt VI. ul. Paulay Ede 35.
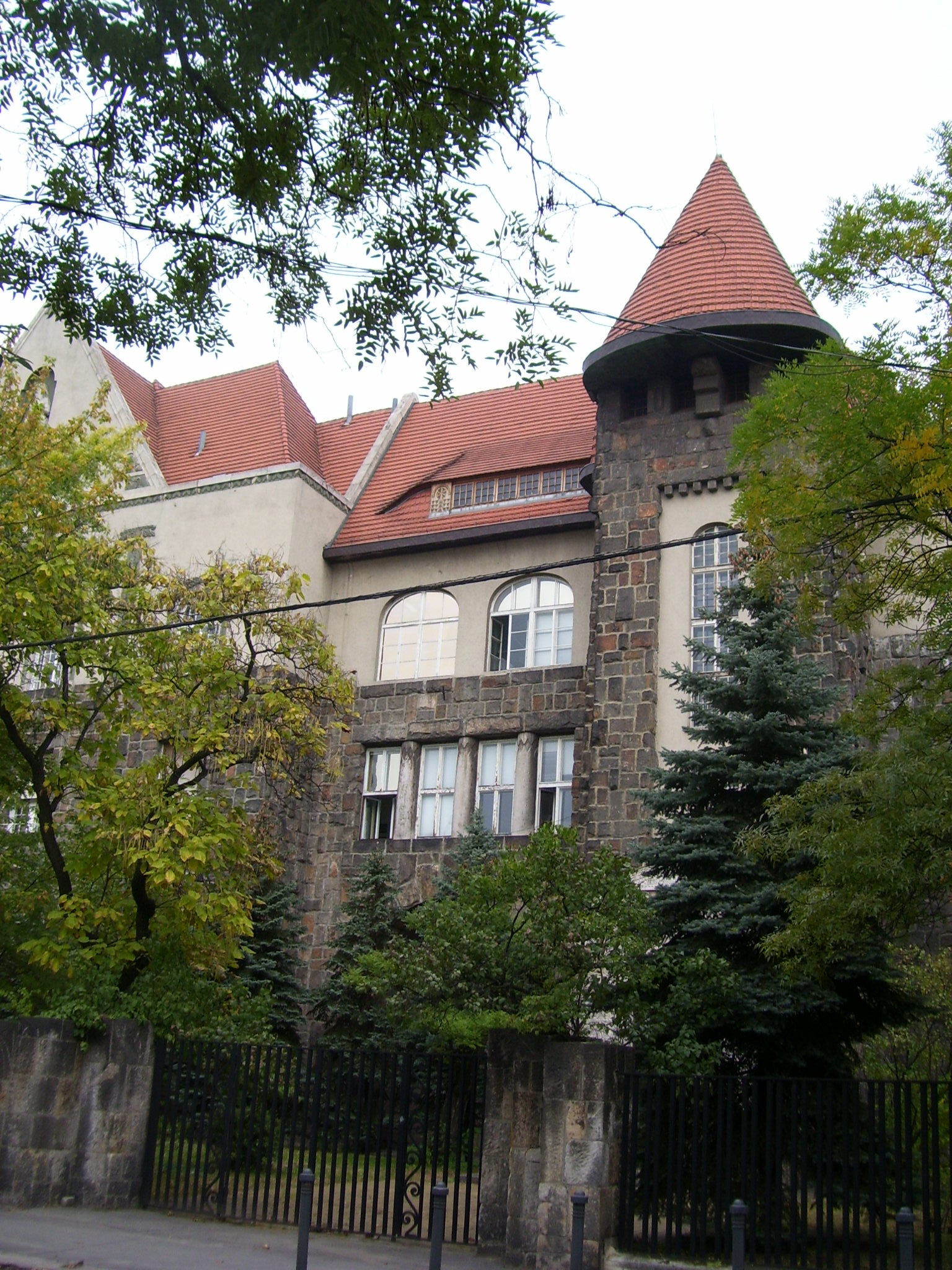
Klinika Neurochirurgii 1909–1911 Budapeszt XIV. ul. Amerikai 57.
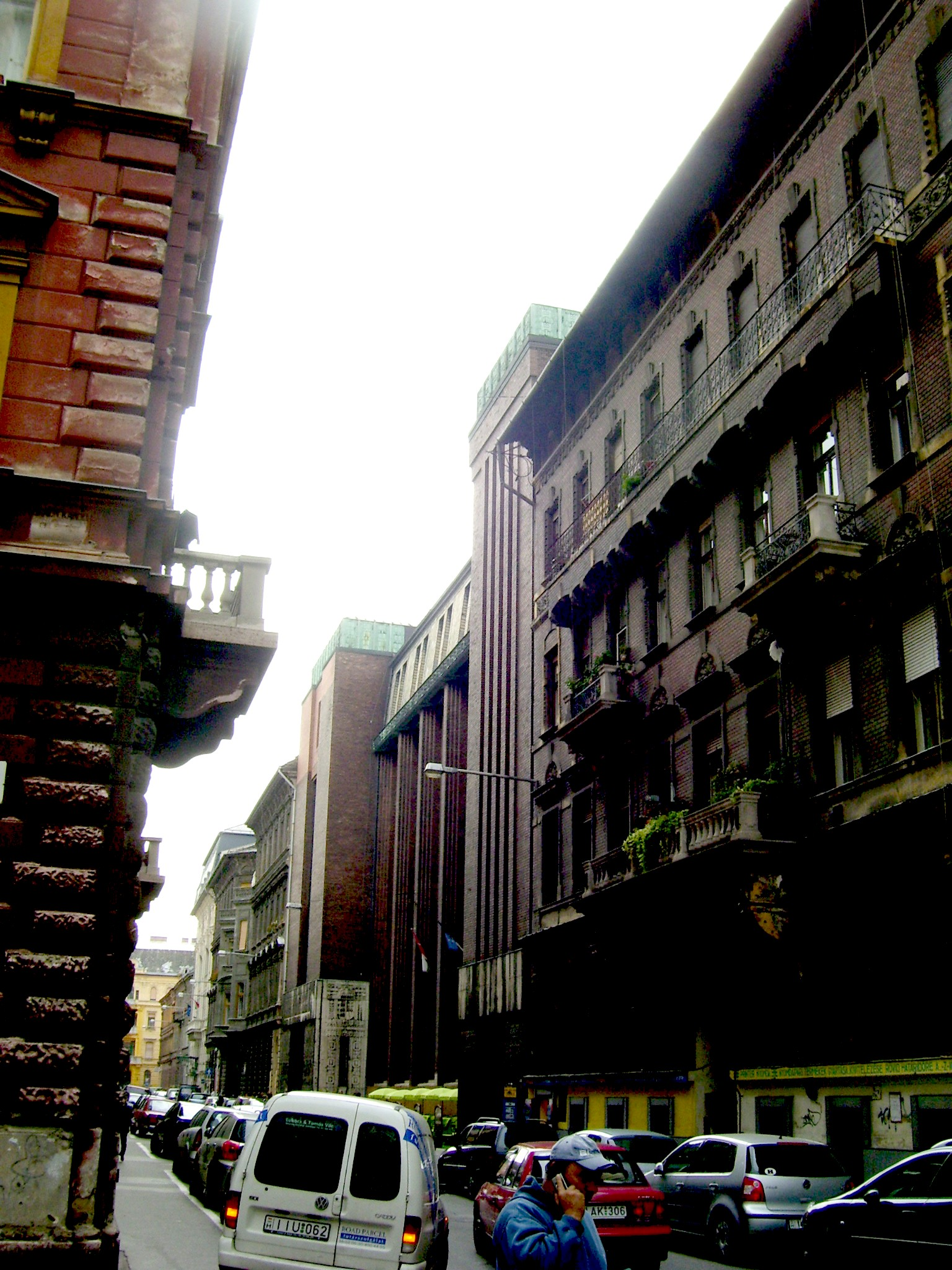
Średnia Szkoła Handlowa 1909–1912 Bp. VIII. Vas u. 9-11.
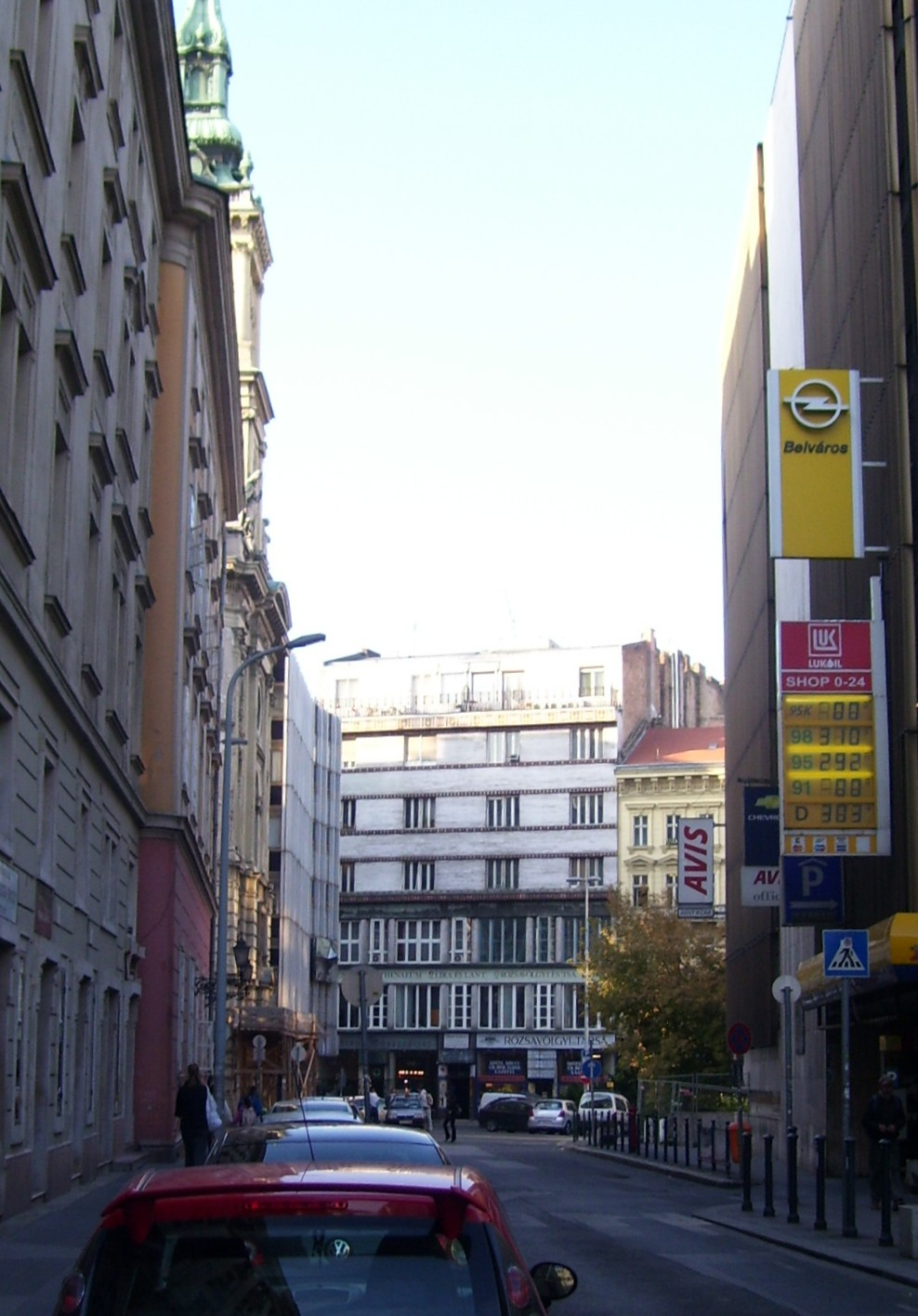
Dom Rózsavölgyi. 1910–1912 Budapeszt V. pl. Szervita 5.
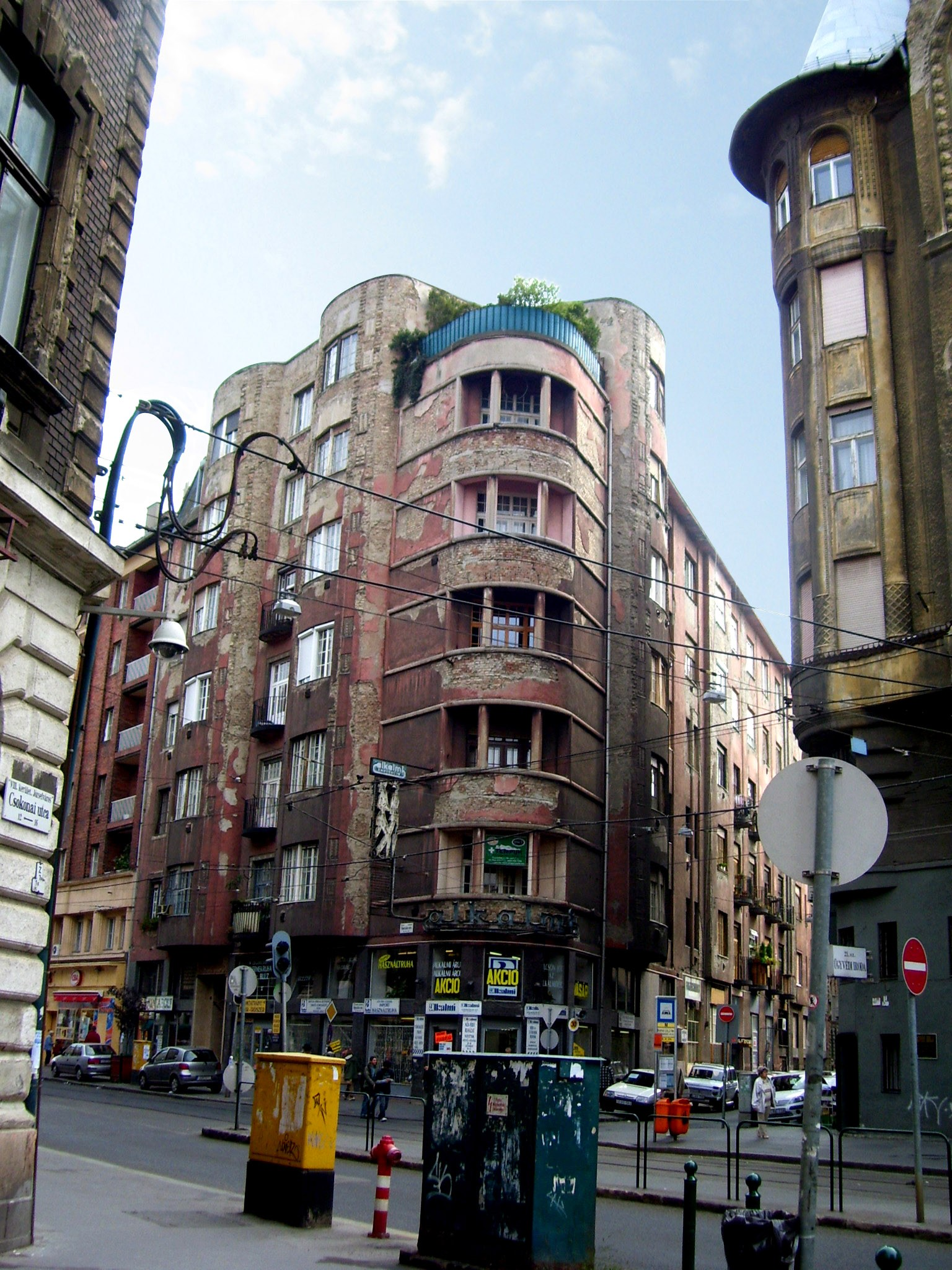
Dom czynszowy 1911–1912 Budapeszt VIII. ul. Népszínház 19.
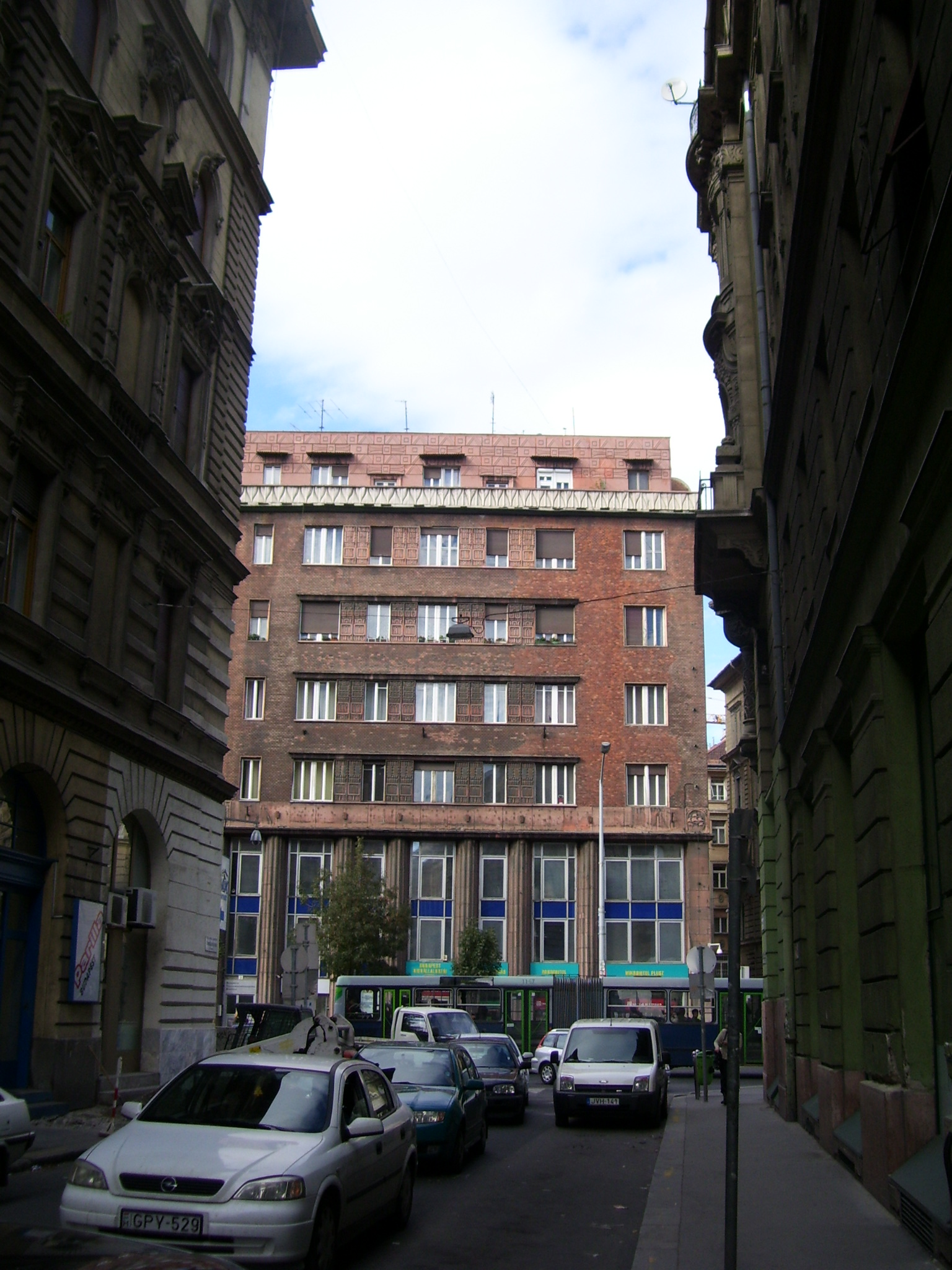
Obecny budynek Zakładu Gazowniczego 1911–1912 Budapeszt VII. ul. Rákóczi 18.
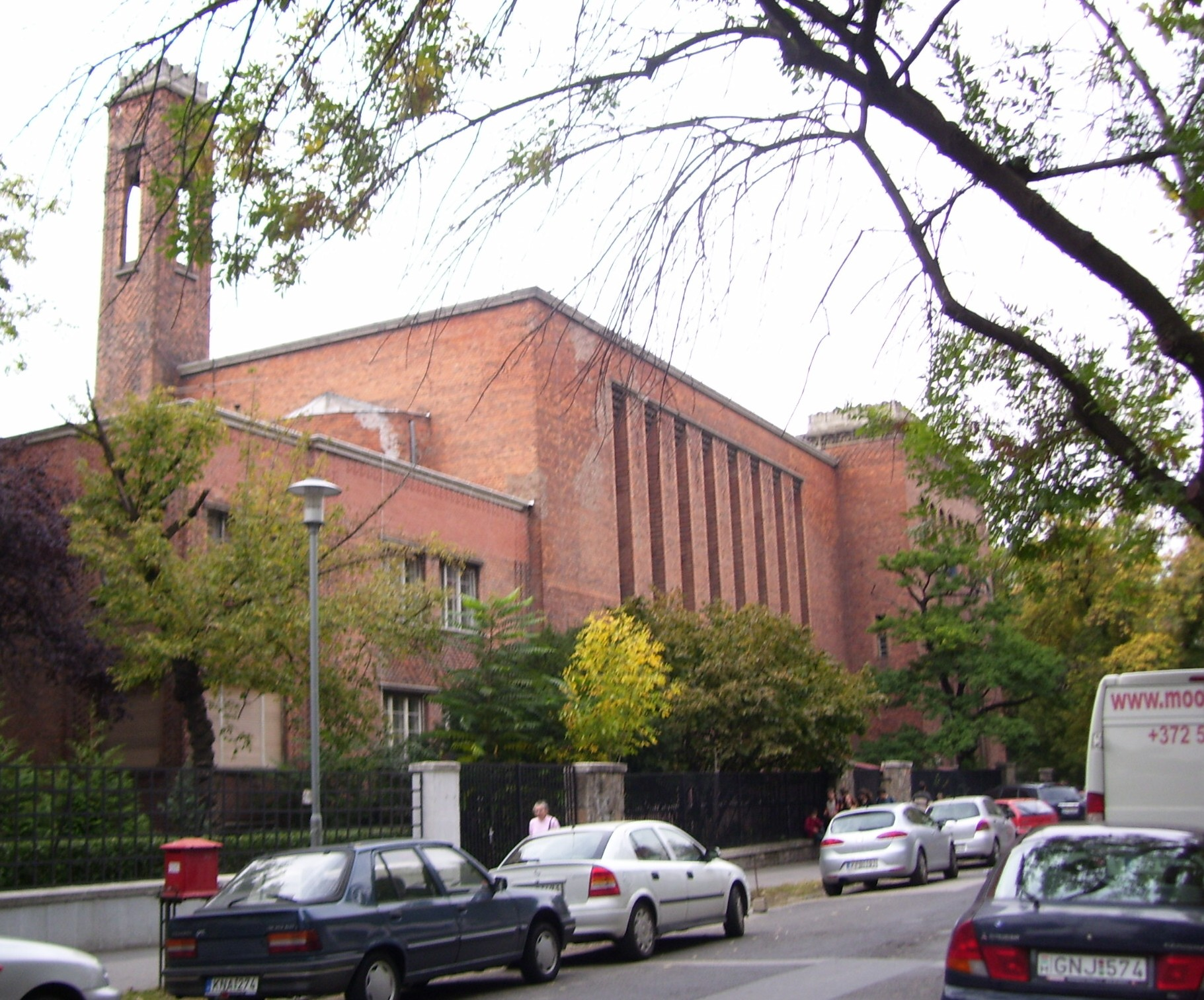
Radnóti gimnázium 1913–1914 Budapeszt XIV. ul. Cházár A. 10.
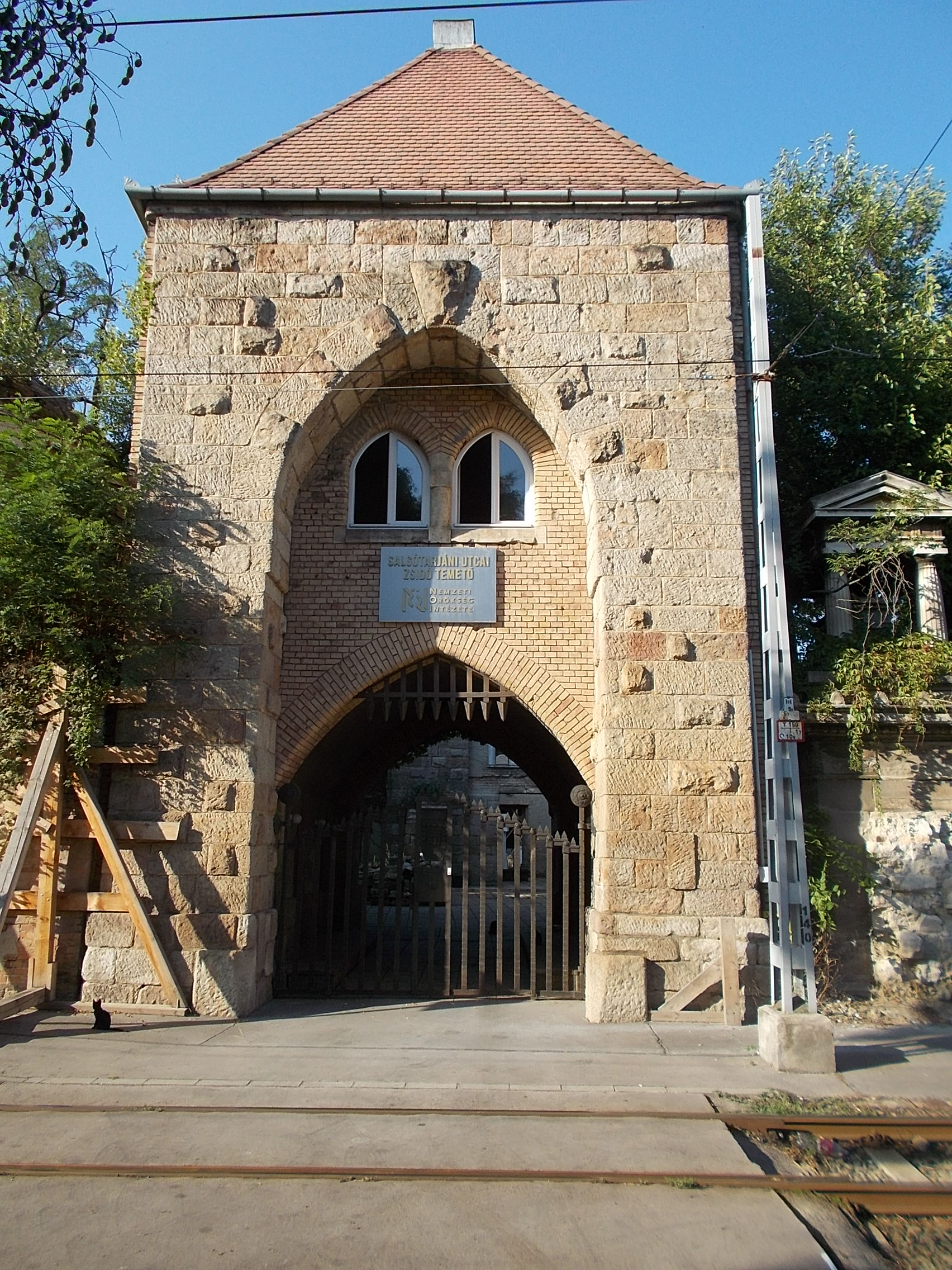
Budynek wejściowy na Cmentarz Żydowski przy ul. Salgótarjáni